# Carl Gustaf Ojanen
Carl Gustaf (Kaarle Kustaa) Ojanen, född Tuorre 3 januari 1851 i Pungalaitio i Storfurstendömet Finland, död 7 november 1927 i Nummis i Finland, var en finländsk lantdagsman och riksdagsledamot. Ojanen fick hederstiteln kommunalråd år 1923 och arbetade som ordförande i Nummis kommunalstämma. 

## Biografi
Ojanens föräldrar var Juhani Juhaninpoika Tuorila och Kreeta Liisa Matintytär. Han gifte sig med Marianna Hangasniemi (död 1928) i 1874. Ojanen studerade vid Jyväskylä seminarium, men arbetade sedan som lanthandlare i Urdiala mellan 1873–1877 och som jordbrukare i Nummis från och med 1877. 

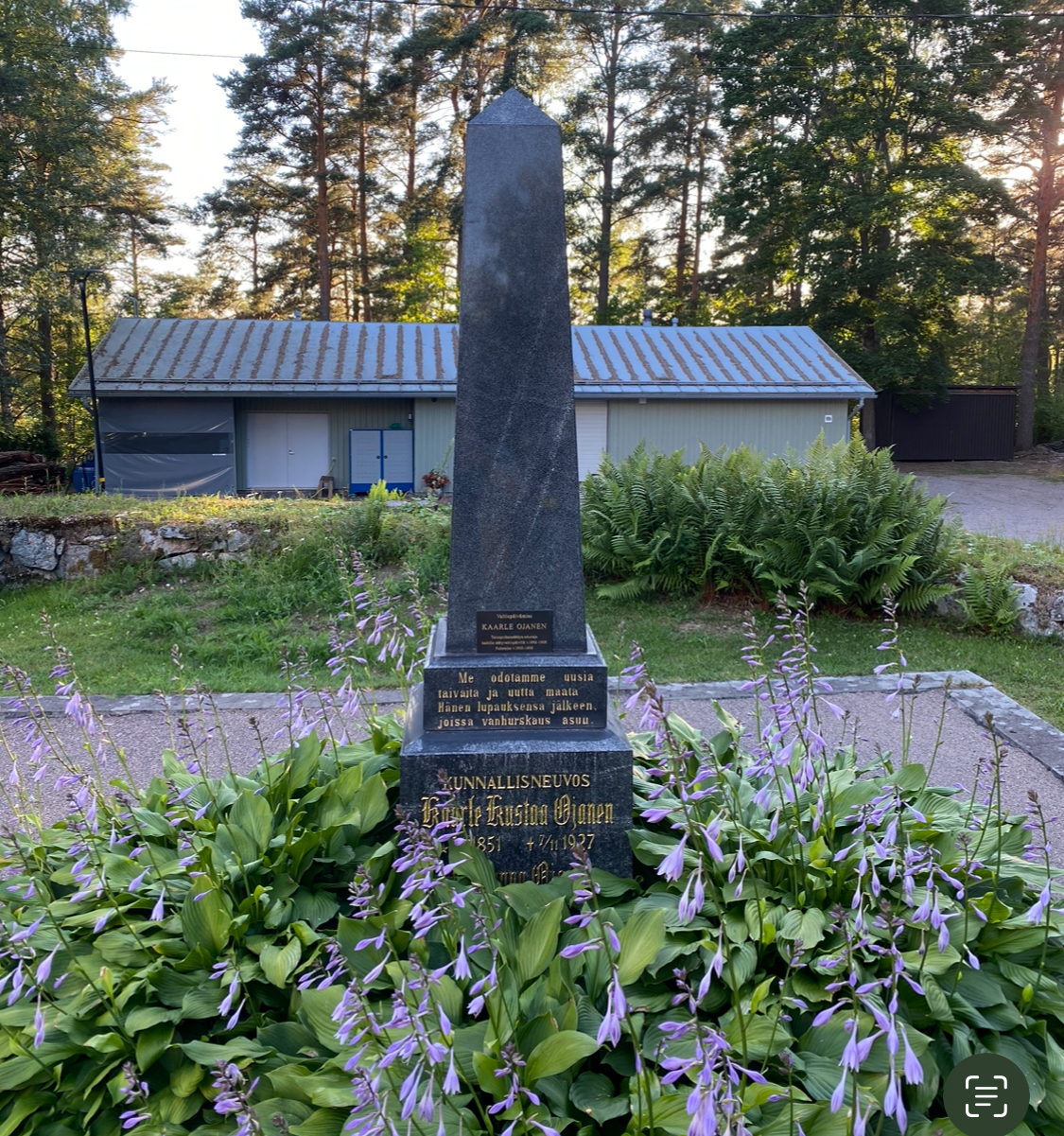
Ojanens grav på Nummis begravningsplats.

Carl Ojanen var lantdagsman i bondeståndet, vald från fyra olika domsagor, åren 1882, 1885, 1888, 1891, 1894, 1897, 1899, 1900, 1904–1905 och 1905–1906. Han var talman i bondeståndet åren 1900 och 1904–1905. Ojanen valdes även till enkammarlantdagen, där han var ledamot för Finska partiet från 1 mars 1910 till 31 januari 1911.
Carl Gustaf Ojanen är begravd på Nummis begravningsplats i Nummis kyrkby. Ojanen, som ägde Pakkala gård i Nummis, donerade 5 940 mark för att reparera Nummis kyrkas gamla orgel.